# Dolichoderus smithi
Dolichoderus smithi é uma espécie de formiga do gênero Dolichoderus.